# TV5
TV5 Network, Inc. (poznatiji kao TV5) je filipinska medijska tvrtka sa sjedištem u Mandaluyongu, sa svojim alternativnim studijima koji se nalaze u Quezon Cityju. Osnovao ju je 1960. godine Chino Roces. Tvrtka je u vlasništvu MediaQuest Holdingsa, podružnice PLDT-a.

## Vanjske poveznice
- Službena web-stranica  Arhivirana inačica izvorne stranice od 6. listopada 2012. (Wayback Machine)